# ارتش امپراتوری عثمانی (۱۸۶۱-۱۹۲۲)

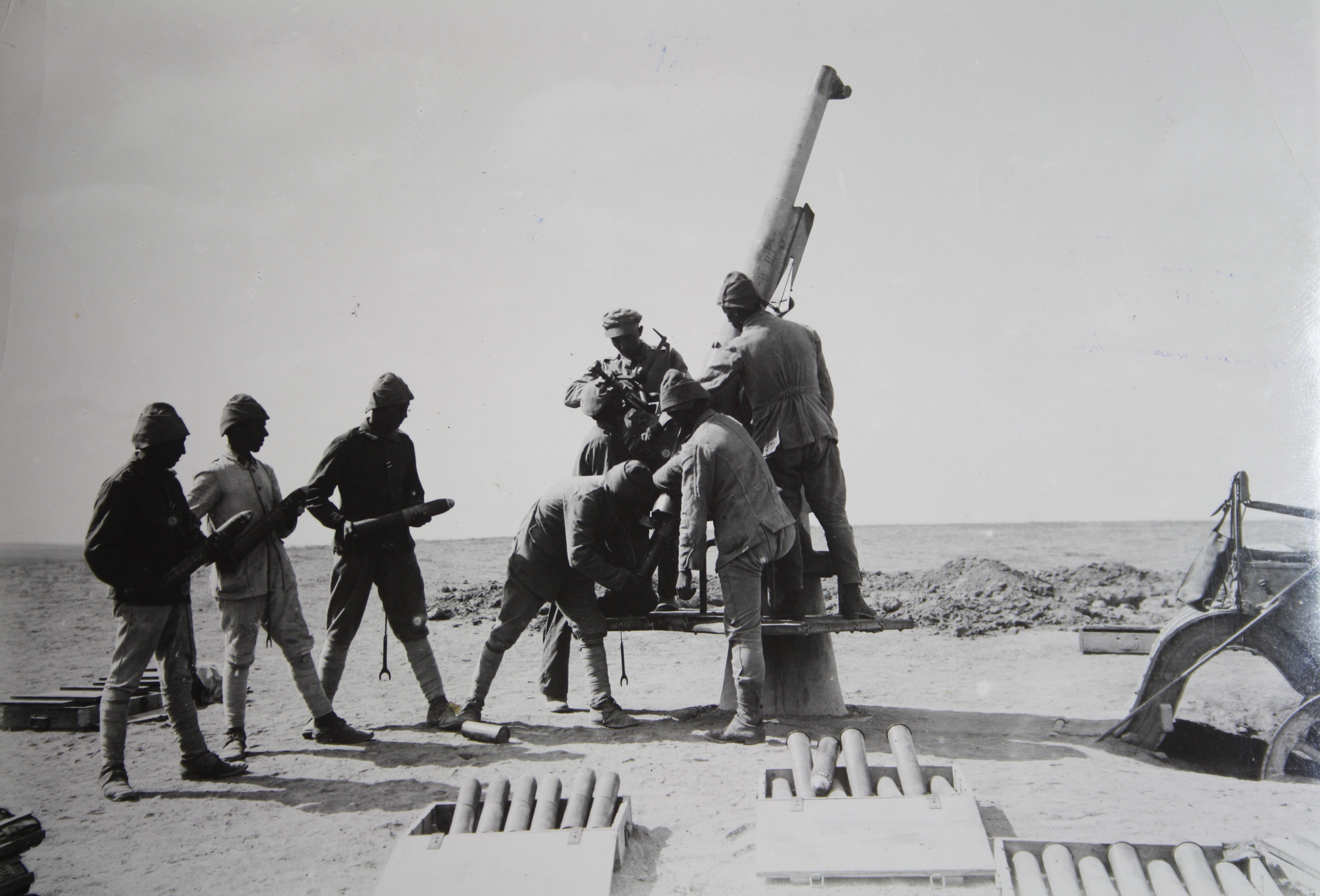
توپ پدافند هوایی

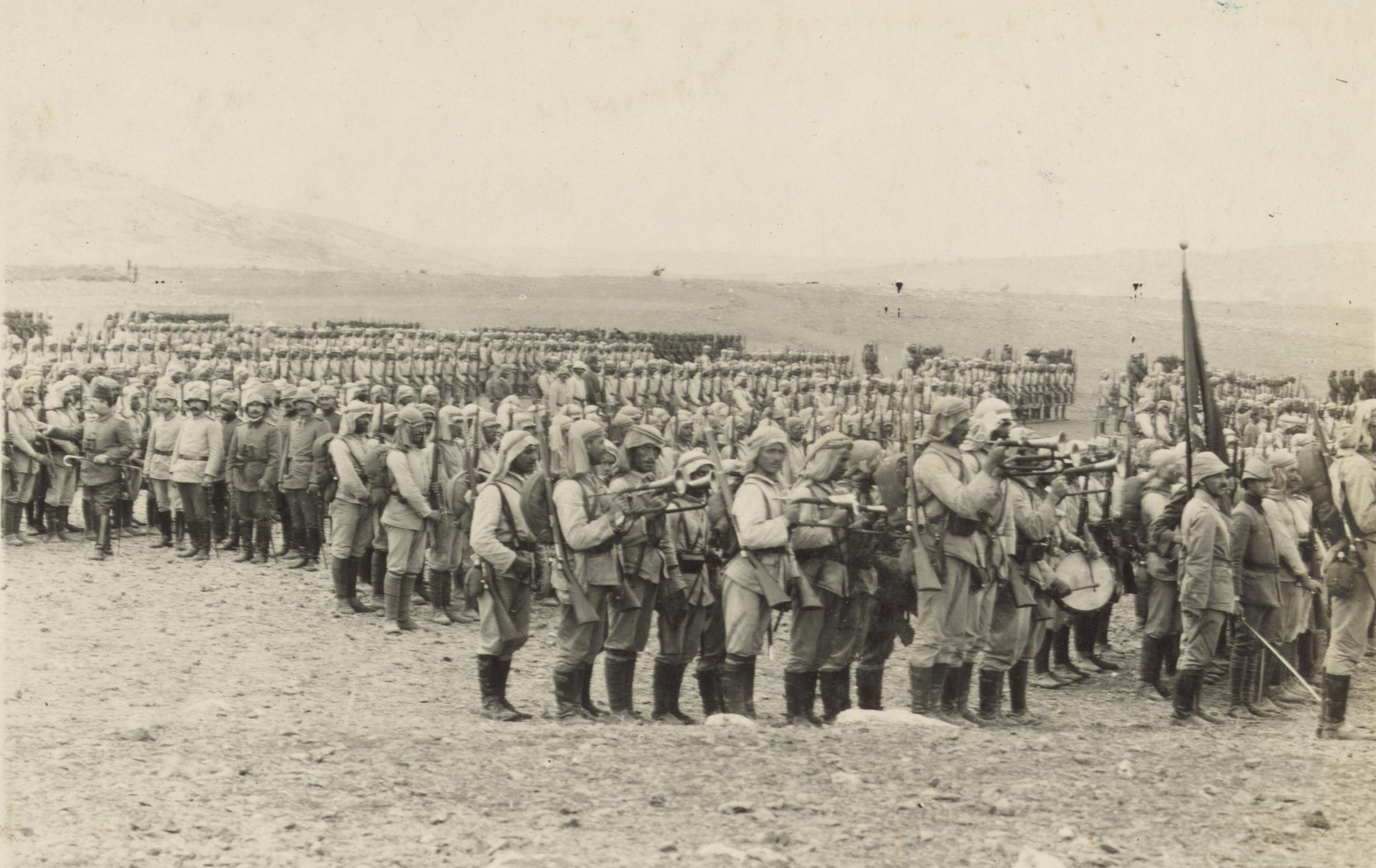

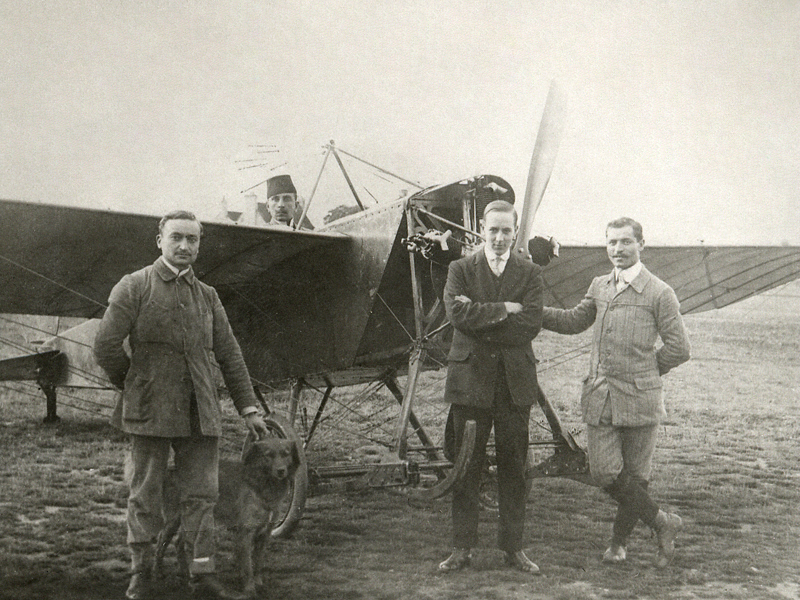
اسکادران هوایی امپراتوری عثمانی

ارتش امپراتوری عثمانی در طول دوره مدرن‌سازی که با عنوان «تنظیمات» نیز شناخته می‌شود، به موازات خطوط مدرن اروپای‌غربی سازماندهی مجدد شد و طی دوره افول امپراتوری که بین سال‌های ۱۸۶۱ و ۱۹۱۸ شناخته می‌شود و تا پایان جنگ جهانی اول برای عثمانی‌ها فعالیت می‌کرد. آخرین ساماندهی ارتش در دوره مشروطه دوم اتفاق افتاد.
لباس ارتش مدرن امپراتوری عثمانی منعکس کننده یونیفرم کشورهایی است که در آن زمان مشاور اصلی ارتش عثمانی بودند. باب‌عالی در نظر گرفته بود که برای همه پرسنل ارتش از کلاه به سبک غربی استفاده کند، اما نهایتاً کلاهی که به "فز" معروف است، به دلیل گرایش به آیین اسلامی مورد پسند قرار گرفت. جنگ کریمه اولین تلاش عثمانی بود که با ارتش مدرن در آن شرکت کرد و خود را به عنوان یک نیروی مناسب معرفی نمود.